# Rafael Tomás Fernández Domínguez
Rafael Tomás Fernández Domínguez  (Damajagua, Valverde, República Dominicana, 18 de septiembre de 1934 - Santo Domingo, 19 de mayo de 1965) fue un militar dominicano que formó parte del liderazgo nacional antes y durante la Guerra Civil Dominicana y la Revolución de Abril de 1965. Llegó a ostentar los cargos de Director de la Academia Militar, Subjefe de la Fuerza Aérea Dominicana, Ministro de Interior y Policía, y bajo este último cargo, la categoría de Vicepresidente de la República como Primer Sustituto del Presidente según la Constitución del momento. Fue declarado Héroe Nacional de la República Dominicana por el Congreso Nacional mediante la Ley n.º 58-99 del 1999, y sus restos reposan en el Panteón de la Patria. En el año 2018, el Gobierno de El Salvador erigió un monumento en honor al Coronel Fernández Domínguez en la Plaza de la Revolución de la Universidad de El Salvador.
Mediante la Ley n.º 154-08 se declaró el 19 de Mayo de cada año como "Día del Soldado Democrático", en conmemoración de la fecha en la cual murió en combate en las afueras del Palacio Nacional siendo Ministro de Interior y Policía. La Autopista de San Isidro, la vía principal de Santo Domingo Este, República Dominicana, fue designada con el nombre de Rafael Fernández Domínguez.

## Primeros años
Nació en la comunidad Damajagua de la provincia Valverde, fueron sus padres el General del Ejército Nacional, Ludovino Fernández Malagón (quien ostentó los cargos de Jefe de la Policía Nacional y Viceministro de Interior y Policía) y la señora Erminda Domínguez.
De joven se interesó por la carrera militar. El 17 de marzo de 1953, a los 19 años abandonó los estudios de ingeniería en la Universidad de Santo Domingo e ingresó al Ejército Nacional como raso. Tomó la decisión en contra del deseo de su padre, quien prefería que siguiera sus estudios universitarios.
Al poco tiempo ingresó a la Escuela de Cadetes donde se graduó en Ciencias Militares. El 22 de agosto de 1955 fue ascendido a Segundo Teniente.
En 1957, Rafael Fernández Domínguez hizo un curso de “Computaciones Geodésicas”, en la Escuela Cartográfica Fort Clayton, en la Zona del Canal de Panamá.
En febrero de 1958, fue transferido del Ejército Nacional a la Aviación Militar Dominicana (hoy Fuerza Aérea Dominicana). Allí estuvo asignado a la Tercera y Quinta Compañías de Fusileros, a la Compañía de Tanques y en la Academia Militar Batalla de Las Carreras, en la cual inicio siendo encargado de la biblioteca, y varios años después fue designado como Director de la misma por el presidente Juan Bosch.
En abril de 1959, Rafael Fernández Domínguez fue ascendido a Primer Teniente y el 25 de agosto de ese mismo año fue ascendido a Capitán y prestó servicios en la Batería de Morteros del Centro de Enseñanza de las Fuerzas Armadas.
Fue un activo deportista, campeón de competencias de tiro, boxeo y automovilismo. En junio de 1960 ganó la primera carrera oficial de automovilismo llevada a cabo en la República Dominicana, a bordo de un Mercedes-Benz 300 SL "Gullwing" descapotable, en la antigua pista de la Base de San Isidro.
Fue de los oficiales que se resistió a participar en acciones represivas contra los presos políticos que eran recluidos en las cárceles del 9 y la 40 por disposición de la dictadura de Trujillo, llegando a rechazar el cargo de Subjefe del Servicio de Inteligencia Militar ofrecido por el General Rafael Leonidas Trujillo Martínez (Ramfis).

## Retorno a la democracia y Golpe de Estado
Cuando cayó la dictadura de Trujillo, Rafael Fernández Domínguez contribuyó a que el país tomara la vía democrática. El presidente Juan Bosch fue elegido el 20 de diciembre de 1962, en los primeros comicios democráticos celebrados en el país después de la caída de la dictadura de Trujillo. Tomó posesión el 27 de febrero de 1963 para un período de cuatro años, pero fue derrocado el 25 de septiembre de ese año.
Durante el Gobierno del Presidente Juan Bosch, fue un militar obediente al poder civil y el 15 de junio de 1963, fue nombrado Director de la Academia Militar Batalla de Las Carreras.
Desde que el presidente Juan Bosch fue derrocado el 25 de septiembre de 1963, el Coronel Fernández Domínguez y otros militares iniciaron un plan para acabar con el Gobierno de facto del Triunvirato y restaurar el Gobierno constitucional interrumpido en 1963.

## Revolución de abril de 1965
Al coronel Rafael Fernández Domínguez le tocó gestar, organizar y encabezar el Movimiento Militar Constitucionalista, que tenía como objetivo luchar por la restauración del Gobierno Constitucional derrocado en 1963.
En la guerra de abril de 1965, Rafael Fernández Domínguez desempeñó un papel de primera línea y murió cuando, siendo Ministro de Interior y Policía, se dirigía a tomar el Palacio Nacional y fue sorprendido por una emboscada que tendieron los militares estadounidenses..

## Legado
El 18 de septiembre de 2011, el ayuntamiento de Santo Domingo Este nombró la Autopista de San Isidro de esa demarcación con el nombre de Coronel Rafael Tomás Fernández Domínguez en su honor.

## Muerte
El 19 de mayo de 1965, murió en una emboscada que tendieron tropas del Gobierno de Estados Unidos del presidente Lyndon B. Johnson. En ese momento el coronel Rafael Fernández Domínguez, era Ministro de Interior y Policía, Vicepresidente por ser el Primer Sustituto del Presidente según la Constitución, y un gran líder de los militares que lucharon por el retorno del Presidente Juan Bosch desde su derrocamiento en 1963.
Cuando el Coronel Fernández Domínguez y el batallón que lideraba estaba ya a punto de entrar y tomar el Palacio Nacional, fue impactado por múltiples balas y su cuerpo cayó en las afueras del Palacio, en la intersección de la calle 30 de marzo con la calle Abreu, el 19 de mayo de 1965.